# Метелчиця

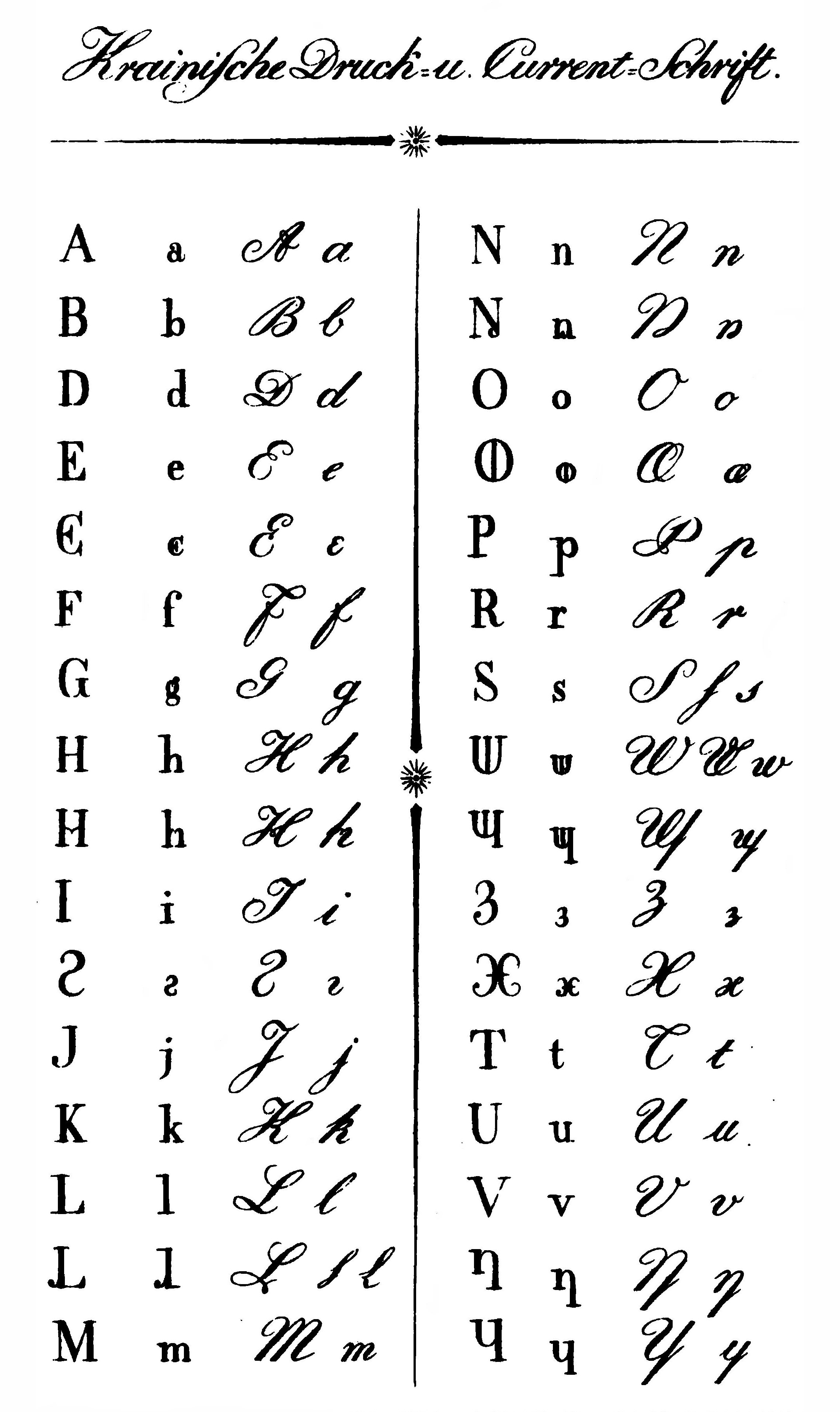
Алфавіт Метелко в «Підручнику словенської мови в Іллірійському королівстві та сусідніх з ними провінціях», 1825, ст. 38

Метелчиця була одною з абеток, що використовувались для запису словенської мови під час так званої суперечки щодо алфавіту. Її творцем був Франц Серафін Метелко, вона використовувалася між 1825 і 1833 роками. Метелко представив її в книзі Lehrgebäude der slowenischen Sprache . Вона повинна була замінити богоричицю, що використовували на той час, однак замість того, щоб погодитись і прийняти єдину версію, між лінгвістами виникла складна суперечка. Зрештою ця проблема була вирішена прийняттям Людевитом Гаєм модифікованого хорватського алфавіту в 1833 році. Метелчиця виділялася переважно запозиченнями з іноземних писемностей, особливо кирилиці, у випадку таких словенських звуків, яким звичайна латиниця західних мов не мала еквівалентів.